# Heilsbach (Königsbruchgraben)
Der Heilsbach ist ein etwa ein Kilometer langer rechter Zufluss der Sauer in der Südpfalz.

## Verlauf
Der Heilsbach entspringt auf einer Höhe von 248 m ü. NN im westlichen Wasgau in den Wäldern des Staatsforstes Schönau am Osthang des Nestelberges. Er fließt etwa 250 m in Richtung Nordosten und wird dann auf seiner linken Seite von einem kleinen Zulauf gestärkt. Sein weiter Lauf, zum Teil unterirdisch versickert, führt nun zur Ferienkolonie Heilsbach, wo er zu drei kleine Weihern gestaut wird. Er mündet schließlich auf einer Höhe von 213 m ü. NN südöstlich von Fischbach bei Dahn in den Königsbruchgraben, einen rechten Nebenarm des Saarbaches.

## Umwelt
Der Wald südlich der Ferienkolonie Heilsbach ist ein ungleichaltriger Hochwald mit Altbaumbeständen (Rotbuchen sowie vereinzelten Fichten). Auf dem sandigen Boden gedeihen u. a. die Weißliche Hain- und die Wald-Hainsimse sowie das Hain-Rispengras.
In dem teilweise stark aufgelichteten Wald lebt der Waldlaubsänger.
Im nördlich des Baches gelegenen Wald am Hohen Buckel finden sich auch noch Eichenbestände, und man kann dort den Kleiber beobachten.